# Britta Schöffmann
Britta Schöffmann, geb. Immes, (* 22. Februar 1960 in St. Tönis) ist eine deutsche Journalistin, Buchautorin und Pferdeexpertin.

## Leben
Britta Schöffmann wuchs in Krefeld auf, wo sie auch das Gymnasium besuchte. Nach dem Abitur studierte sie Sportwissenschaften an der Deutschen Sporthochschule Köln. Schon in ihrer Diplomarbeit mit dem Titel Zur Sozialstruktur von Reitvereinen (1985) befasste sich die begeisterte Dressurreiterin mit einem reitsportlichen Thema.
Sie ist Trägerin des Goldenen Reitabzeichens, Turnierrichterin und Schülerin u. a. von Fritz Tempelmann, Willi Schultheis, Harry Boldt, Jean Bemelmans und Klaus Balkenhol.
Nach mehreren Aufenthalten in den USA nahm sie ein Zeitungsvolontariat bei der überregionalen Tageszeitung Rheinische Post auf und war dort nach dem Abschluss vier Jahre als Lokalredakteurin tätig. Zeitgleich promovierte sie an der Ruhr-Universität Bochum zum Thema „Reitsport im subjektiven und sozialen Kontext“ (1993).
Zwischenzeitlich hatte sie 1991 in die Düsseldorfer BILD-Redaktion gewechselt, wo sie später als Polizeireporterin arbeitete. Nach drei Jahren Boulevardjournalismus fing Britta Schöffmann 1994 als Redakteurin bei der Fachzeitschrift Reiter Revue International an, wo sie acht Monate später zur stellvertretenden Chefredakteurin ernannt wurde. Diese Position hatte sie bis zu ihrem Ausscheiden 2002 inne. Während der gesamten Schul- und Berufsjahre war sie weiterhin im Dressursattel aktiv und erreichte Turniererfolge bis zum Grand Prix.
Schöffmann arbeitet heute freiberuflich für verschiedene Fachzeitschriften und unter anderem für die Deutsche Reiterliche Vereinigung (FN), wo sie auch Mitglied in diversen Arbeitsgruppen ist. Bei der Überarbeitung der FN-Richtlinien Bd. 1 (Grundausbildung für Reiter und Pferd) war sie als Dressur-Expertin beratend tätig, beim FN-Autorenbuch "Pferde verstehen – Umgang und Bodenarbeit" war sie federführende Autorin und Lektorin. Darüber hinaus war sie bis 2015 zehn Jahre lang Redaktionsmitglied des viermal pro Jahr erscheinenden Magazins Dressur-Studien. Sie veröffentlicht Lehrartikel und journalistische Fachartikel und ist außerdem national und international eine gefragte Fachbuch-Autorin. Ihre Bücher, die meisten im Stuttgarter Kosmos-Verlag erschienen, wurden bereits in sechs Sprachen übersetzt.

## Werke
- So lernen Pferde Reiterhilfen. Kosmos Verlag, Stuttgart 2018, ISBN 978-3-440-15718-3.
- So gelingt die Dressurprüfung – Nennen, starten, gewinnen. Kosmos Verlag, Stuttgart 2002 (aktualisierte Neuaufl. 2006), ISBN 978-3-440-10680-8.
- Die Skala der Ausbildung. Kosmos Verlag, Stuttgart 2002 (2. Aufl. 2006), ISBN 978-3-440-10785-0.
- Lektionen richtig reiten (engl. Dressage School – A Sourcebook of Movements and Tips), Kosmos Verlag, Stuttgart 2005, ISBN 978-3440101025.
- Horse Handling – Reiterglück beginnt am Boden. FN-Verlag, Warendorf 2006, ISBN 978-3-88542-478-9.
- Klaus Balkenhol – Dressurausbildung nach klassischen Grundsätzen (engl. Klaus Balkenhol – The Man and his Training Methods), Kosmos Verlag, Stuttgart 2007, ISBN 978-3-440-10776-8.
- Jedes Pferd ist anders: Typgerecht reiten, individuell ausbilden (engl. Dressage Training customized). Kosmos Verlag, Stuttgart 2008, ISBN 978-3-440-12407-9.
- Aufgaben reiten leicht gemacht. Kosmos Verlag, Stuttgart 2012, ISBN 978-3-440-13354-5.
- Pferde verstehen – Umgang und Bodenarbeit. FN-Verlag, Warendorf 2014, ISBN 978-3-88542-793-3.
- Die Dressurstunde – Trainingskonzepte für jeden Tag. Kosmos Verlag, Stuttgart 2015, ISBN 978-3-440-11389-9.